# Pëtr Veniaminovič Svidler
Pëtr Veniaminovič Svidler (in russo Пётр Вениаминович Свидлер?; Leningrado, 17 giugno 1976) è uno scacchista e commentatore sportivo russo.
Ha vinto cinque volte le Olimpiadi degli scacchi, raccogliendo complessivamente otto medaglie fra traguardi di squadra ed individuali. Ha vinto due volte il campionato del mondo a squadre, cinque volte la coppa europea di scacchi per club, tre volte il campionato europeo a squadre, tre volte i campionati russo e tedesco per club, otto volte il campionato russo individuale. Ha preso parte a cinque campionati del mondo FIDE tra 1998 e il 2005, al mondiale FIDE del 2005 e al mondiale riunificato del 2007.
Nella lista FIDE di maggio 2013 ha raggiunto il proprio record personale Elo, con 2769 punti, piazzandosi numero 9 del mondo e 3º tra i giocatori russi.

## Biografia
Ha imparato a giocare a scacchi quando aveva sei anni: dal 1993 ha iniziato ad essere allenato dal Maestro internazionale Andrej Lukin, esperienza che sarà fondamentale per lo sviluppo del suo talento e che ricorderà, tra le altre cose, come d'aiuto al prendere più seriamente gli scacchi.. L'anno successivo, a 18 anni, è diventato Grande maestro.
Fa parte del team del sito chess24, per il quale lavora come commentatore dei maggiori eventi scacchistici, attività nella quale viene considerato di alto livello. Per il sito ha inoltre registrato delle video lezioni.

## Carriera

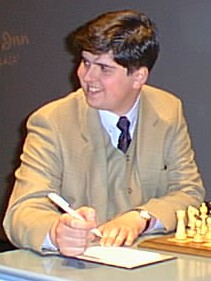
Nel 1998 durante il Torneo di Dortmund

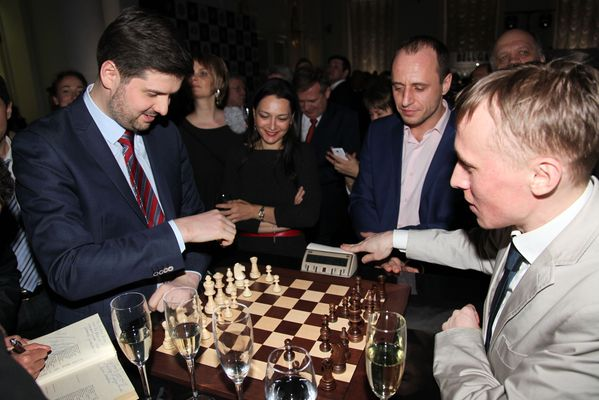
Nel 2016 durante una partita amichevole contro Ruslan Ponomarëv, riconoscibili al centro Aleksandra Kostenjuk e Jevhen Mirošnyčenko

Nel dicembre 2001 raggiunse la semifinale del Campionato del Mondo FIDE, battuto solo dal futuro campione Ruslan Ponomarëv.
Arrivò secondo (ex aequo con Anand) nel Campionato del Mondo FIDE del 2005, con 8 punti e mezzo su 14 partite, con 1 punto e mezzo in meno del vincitore, Veselin Topalov.
Nel 2006 arrivò secondo (dietro Aleksandr Griščuk) al Campionato del Mondo Blitz a Rishon LeZion, in Israele, con 10,5 punti su 15 partite.
Nel febbraio del 2009 vince a Gibilterra il 7º Tradewise Gibraltar Chess Festival, totalizzando 8 punti su 10 disponibili .
Nel settembre del 2011 ha vinto la Coppa del Mondo disputata a Chanty-Mansijsk, qualificandosi grazie a questo risultato per il torneo dei candidati al Campionato del Mondo 2013 di Londra, dove si classificherà terzo superato solo per mezzo punto da Magnus Carlsen e Vladimir Kramnik.
Nell'ottobre del 2015 accede alla finale della Coppa del Mondo di scacchi 2015, battuto in finale da Sergej Karjakin per 6 a 4 dopo una serie di partite ricche di suspense e capovolgimenti di risultato; questo risultato gli permette comunque di qualificarsi per il torneo dei candidati al campionato del mondo di scacchi 2016.
Nel novembre del 2015 a Reykjavík, da prima scacchiera, vince con la Russia, il Campionato Europeo 2015 a squadre per nazioni .
Nel marzo del 2016 ha disputato a Mosca il torneo dei Candidati al Campionato del mondo di scacchi 2016 piazzandosi al 4º posto.
Nel maggio del 2017 vince il Campionato tedesco a squadre con il OSG Baden-Baden.
Nel maggio 2018 vince il Campionato russo a squadre con il team del Miedny Vsadnik (squadra di San Pietroburgo) giocando in prima scacchiera.. Come membro della squadra di St. Petersburg ha vinto il Campionato russo a squadre nel 2000, 2001, 2013 e 2018. In maggio vince anche il Campionato tedesco a squadre con il OSG Baden-Baden.
Con la squadra del Miedny Vsadnik vince in ottobre a Porto Carras anche la Coppa Europa per Club. Lo stesso mese si impone per 3½ - 2½ in un match a Hoogeveen contro lo statunitense Sam Shankland.
Nel settembre 2021 vince per la quinta volta la Coppa europea per club, svoltasi a Struga in Macedonia del Nord, con la squadra del Miedny Vsadnik, realizzando il punteggio individuale di 2,5 su 6 in prima scacchiera.
Nel maggio 2023 vince a Malmö il TePe Sigeman & Co Chess Tournament con 4,5 punti su 7.

### Scacchi960
Nel 2003 Svidler diventa campione del mondo di Scacchi960, battendo in un match il detentore del titolo Péter Lékó. Difese il suo titolo due volte, battendo prima Lewon Aronyan e poi Zoltán Almási, prima di perdere contro Aronian nel 2006.